# Dům č. 317/15 v ulici Karoliny Světlé
Dům čp. 317 "U Vratislavů" je novorenesanční dům na Starém Městě v Praze 1 v ulici Karoliny Světlé. Dům v roce 1877 postavil podle svého návrhu významný český architekt 19. století Antonín Wiehl společně s Janem Zeyerem.

## Popis domu

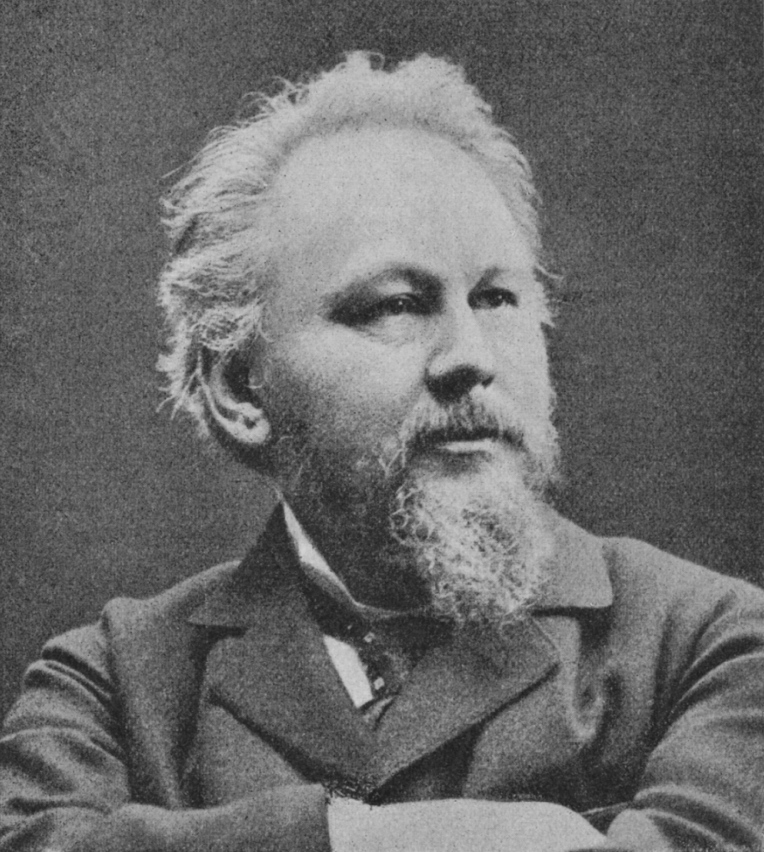
Antonín Wiehl – architekt a stavebník

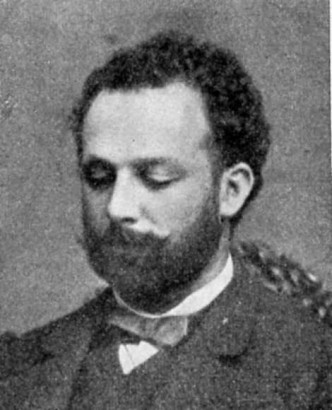
Jan Zeyer (1847–1903)

Řadový třípatrový novorenesanční činžovní dům s pěti osami stojí uprostřed domovního bloku s prúčelím do ulice Karolíny Světlé (v době stavby Poštovská ulice). Na celé ploše fasády přízemí je plochá bossáž a bossované portály nad vchodovými dveřmi a výkladci. Na stavbě domu čp. 317/15 Wiehl spolupracoval s architektem Janem Zeyerem (stejně jako sousedního čp. 1035, kde to připomíná nad okny prvního patra tabulka s nápisem HANC DOMUS AEDIFICAVERUNT ANT. WIEHL IOA ZEYER. MDCCCLXXVII.) Jan Zeyer je také pravděpodobně autorem návrhu fasády. Fasáda je pojata v palladiánském stylu a je vertikálně členěna šesti sloupy mezi okny 2. a 3. patra. Fasáda je ukončená konzolovou římsou. I když byl dům stavěn až po čp. 1035, na rozdíl od něj nemá ani lunetovou římsu ani sgrafita. Architekti se inspirovali Palladiovým Orazio Porto v Benátkách. Podle odlišného pojetí fasády lze usuzovat na rozhodující podíl Wiehlova společníka, ale návrh byl prezentován jako společný. Antonín Wiehl architektonický návrh zpracoval jako svůj pátý činžovní dům v Praze v době spolupráce s Karlem Gemperlem (1873–1880). V ulici Karolíny Světlé tak jsou od stejných architektů ze stejné doby dva nájemní doby postavené v odlišném pojetí novorenesance: čp. 317 U Vratislavů v klasickém anticko-italském pojetí a dům čp. 1035 jako ukázka počínajícího stylu „české“ novorenesance s hladkou fasádou, sgrafitovými psaníčky a sgrafitovými pásy s nevážnými témata. 

## Galerie domu

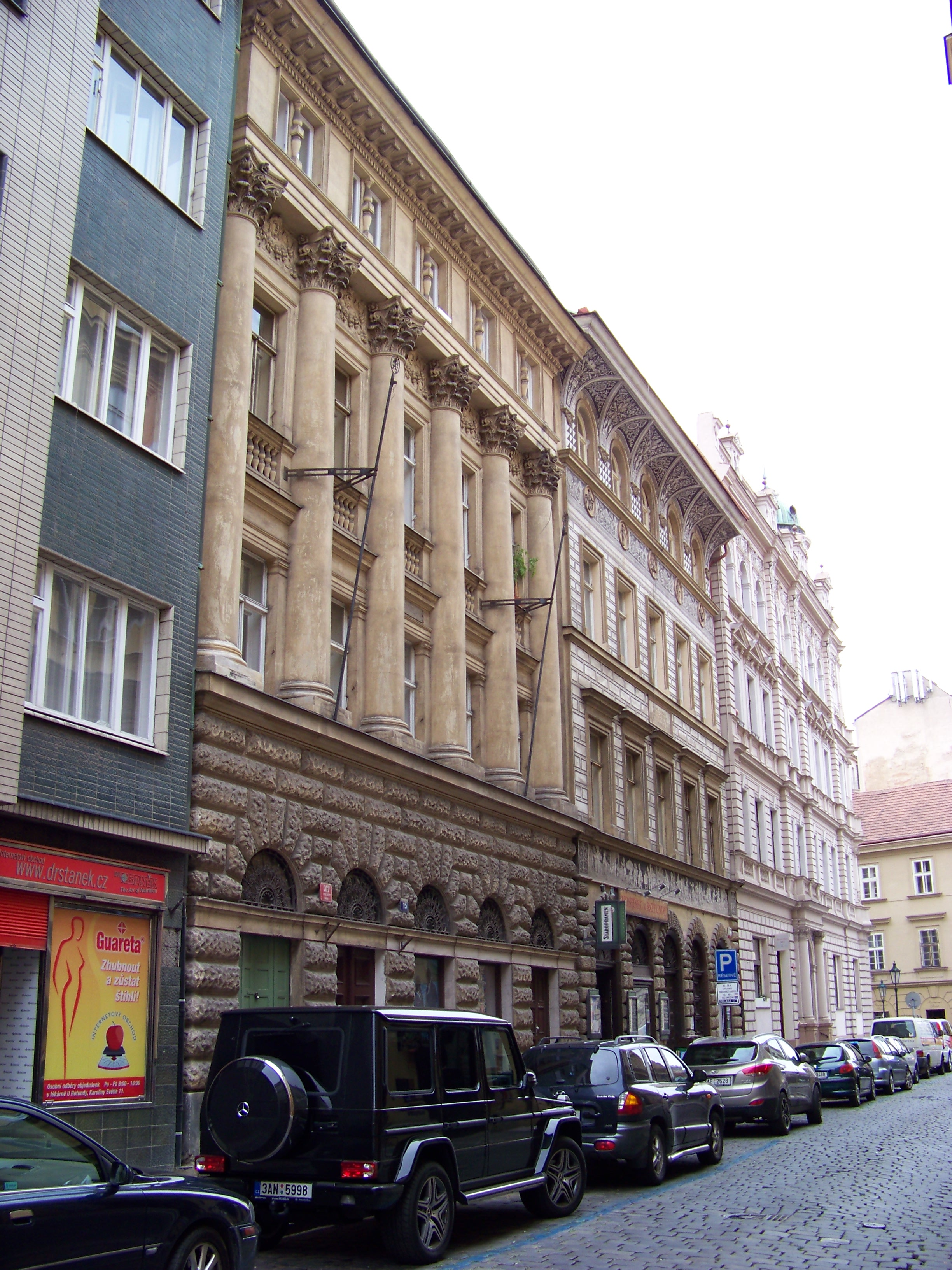
Domy A. Wiehla v ulici Karolíny Světlé 15–17
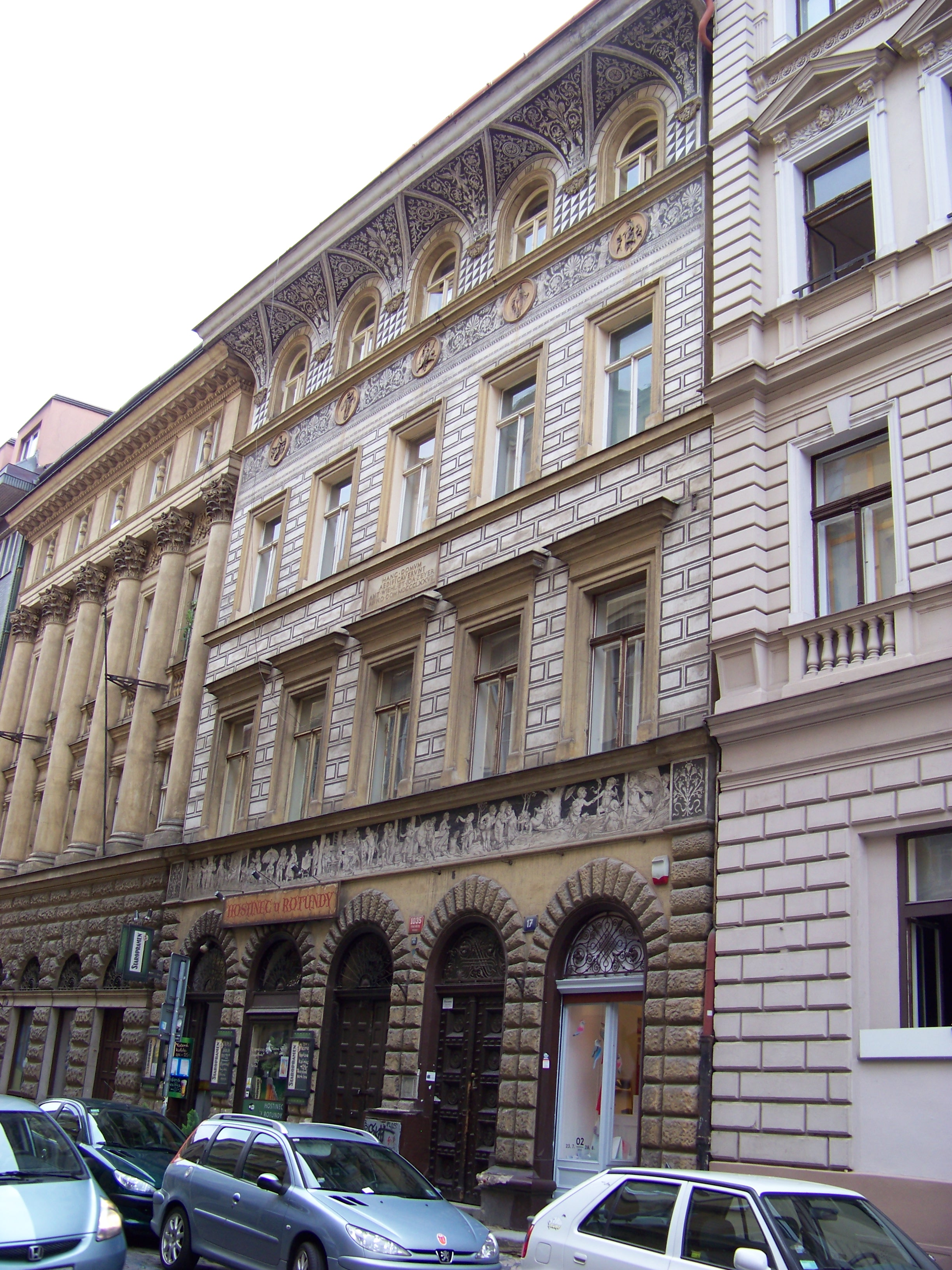
Dům A. Wiehla v ulici Karolíny Světlé 17
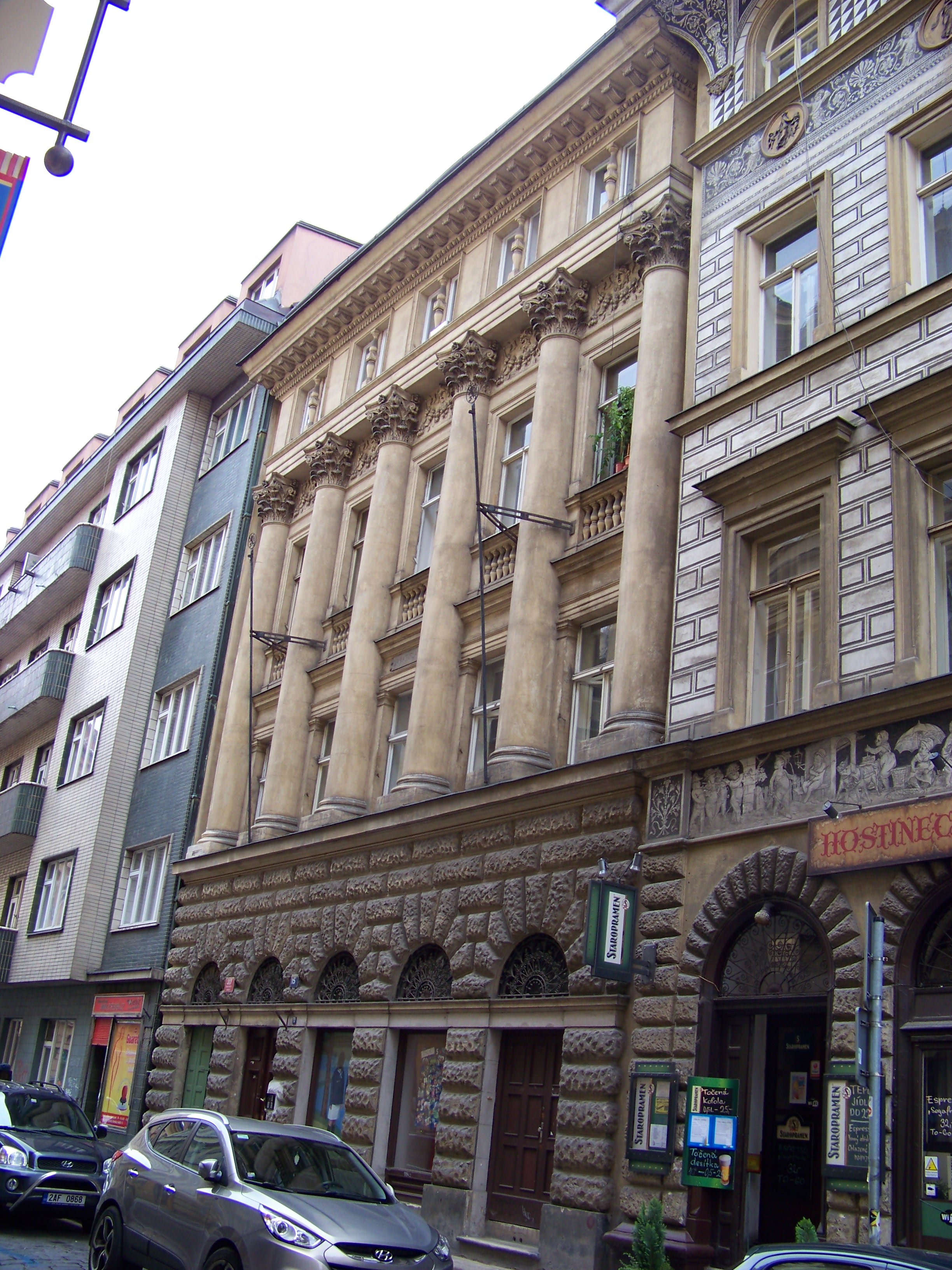
Karoliny Světlé 15